# Rahib Aliyev
Rahib Seyidagha oglu Aliyev (en azerí: Rahib Seyidağa oğlu Əliyev; Bakú, 12 de julio de 1945 - Bakú, 28 de marzo de 2024) fue un actor de teatro y de cine azerbaiyano, el Artista de Honor de la República de Azerbaiyán (2006).

## Biografía
Nació el 12 de julio de 1945 en Bakú. A edad temprana actuó como actor en los “teatros populares” de la era soviética y  interpretó muchos papeles memorables.
De 1965 a 1969 estudió en el Instituto Estatal de Teatro de Azerbaiyán (ahora Universidad Estatal de Cultura y Arte de Azerbaiyán). Durante sus años de estudio en el instituto, en 1967 fue invitado al Teatro Estatal de Espectadores Jóvenes de Azerbaiyán, donde trabajo hasta su muerte. Comenzó oficialmente su carrera como actor el 18 de septiembre de 1968.
Desde 1968 creó más de 70 papeles en el escenario del Teatro Estatal de Espectadores Jóvenes de Azerbaiyán. En 2006 fue galardonado con el título de “Artista de Honor de la República de Azerbaiyán”. También ganó el Premio de Presidente de Azerbaiyán en los años 2011-2018. 
En marzo de 2015 recibió la medalla “Trabajador de Arte” que establecido por la Unión de Trabajadores de Teatro de Azerbaiyán. En 2015 se celebró su 70.° aniversario en el Teatro Estatal de Espectadores Jóvenes de Azerbaiyán.
El 10 de diciembre de 2018 fue galardonado con la “Medalla Progreso” por su contribución al desarrollo del arte teatral en Azerbaiyán.
Rahib Aliyev falleció el 28 de marzo de 2024 en la ciudad de Bakú.

## Premios y títulos
- Artista de Honor de la República de Azerbaiyán (2006)
- Medalla “Trabajador de Arte” (2015)
- Medalla Progreso (2018)

## Filmografía
- Ulduzlar sönmür (Las estrellas no se apagan) (1971)
- Anlamaq istəyirəm (Quiero entender) (1980)
- Yol əhvalatı (Evento de tráfico) (1980)
- Qətl günü (Día de crimen) (1990)
- Nə gözəldir bu dünya... (Qué hermoso es este mundo...) (1999)
- Bir anın həqiqəti (Momentos verdaderos) (2003)
- Yeni həyat (La vida nueva) (2005)
- Cavid ömrü (La vida de Cavid) (2007)
- Adam (El hombre) (2010), etc.